# She Rides Wild Horses
She Rides Wild Horses è il trentunesimo album in studio del cantautore statunitense Kenny Rogers, pubblicato l'11 maggio 1999 dalla Dreamcatcher Records.

## Tracce
1. Slow Dance More – 3:04 (Pat Bunch, Doug Johnson)
2. Buy Me a Rose (con Alison Krauss e Billy Dean) – 3:48 (Jim Funk, Erik Hickenlooper)
3. I Will Remember You – 5:04 (Seamus Egan, Sarah McLachlan, Dave Merenda)
4. Love Don't Live Here Anymore (con Alison Krauss) – 3:47 (Eric Kaz, Linda Thompson)
5. She Rides Wild Horses – 3:15 (Bob Corbin, Ted Hewitt)
6. The Kind of Fool Love Makes – 4:12 (Brenda Lee, Michael McDonald, Dave Powelson)
7. Loving Arms – 3:40 (Tom Jans)
8. I Can't Make You Love Me – 4:17 (Mike Reid, Allen Shamblin)
9. Let It Be Me – 3:52 (Gilbert Bécaud, Pierre Delanoë, Manny Curtis)
10. The Greatest – 3:09 (Don Schlitz)

## Classifiche
| Classifica (1999) | Posizione massima |
| ----------------- | ----------------- |
| Stati Uniti       | 60                |